# Возвращение в Голубую лагуну
«Возвращение в голубую лагуну» (англ. Return to the Blue Lagoon) — американский кинофильм 1991 года, поставленный по роману «Сады Бога» Генри де Вер Стэкпула. Продолжение фильма «Голубая лагуна» с новыми персонажами.

## Сюжет
Похожая история робинзонов (ремейк), четырёхлетний мальчик Ричард вместе с девочкой Лилли, дочерью пассажирки корабля, который им пришлось покинуть из-за разразившейся  эпидемии холеры, попадают на тропический необитаемый остров. Женщина учит их всему, как может налаживает быт, но через несколько лет медленно умирает от двустороннего воспаления лёгких. Дети остаются одни на острове, похоронив её там.
Проходят годы, герои из детей становятся взрослыми и влюбляются друг в друга. Однажды, к острову подходит корабль, несущий к острову все блага цивилизации. И герои вынуждены сделать выбор — уехать с острова или остаться. В конечном итоге они остаются на острове, так как их светлая жизнь на острове не сравнится с оригинальной жизнью с цивилизацией. Позже у них рождается дочь.

## Прокат
В коммерческом плане фильм был провальным: при бюджете в 11 000 000 долларов сборы составили чуть более 3 000 000. По мнению экспертов, главная причина — практически полное повторение сюжета первой части.

## В ролях
- Милла Йовович — Лилли
- Брайан Краузе — Ричард
- Лиза Пеликан — Сара Харгрейв
- Нана Коберн — Сильвия
- Брайан Блэйн — капитан Хильярд

## Отзывы
Фильм получил крайне негативные отзывы. На сайте Rotten Tomatoes получил рейтинг 0%.

## Номинации
«Золотая малина» 1992
- Номинации (5)
  - «Худший фильм»
  - «Худший режиссёр» (Уильям А. Грэм)
  - «Худший сценарий» (Лесли Стивенс)
  - «Худшая новая звезда» (Брайан Краузе)
  - «Худшая новая звезда» (Милла Йовович)